# ماكي ساكاي
ماكي ساكاي (باليابانية: 坂井真紀؛ بالكانا: さかい まき) هي مغنية ومؤدية صوت وممثلة يابانية، ولدت في 17 مايو 1970 في تايتو في اليابان.

## وصلات خارجية
- ماكي ساكاي على موقع IMDb (الإنجليزية)
- ماكي ساكاي على موقع ألو سيني (الفرنسية)
- ماكي ساكاي على موقع ميوزك برينز (الإنجليزية)
- ماكي ساكاي على موقع أول موفي (الإنجليزية)
- ماكي ساكاي على موقع قاعدة بيانات الفيلم (الإنجليزية)
- ماكي ساكاي على موقع كينوبويسك (الروسية)